# Галантин

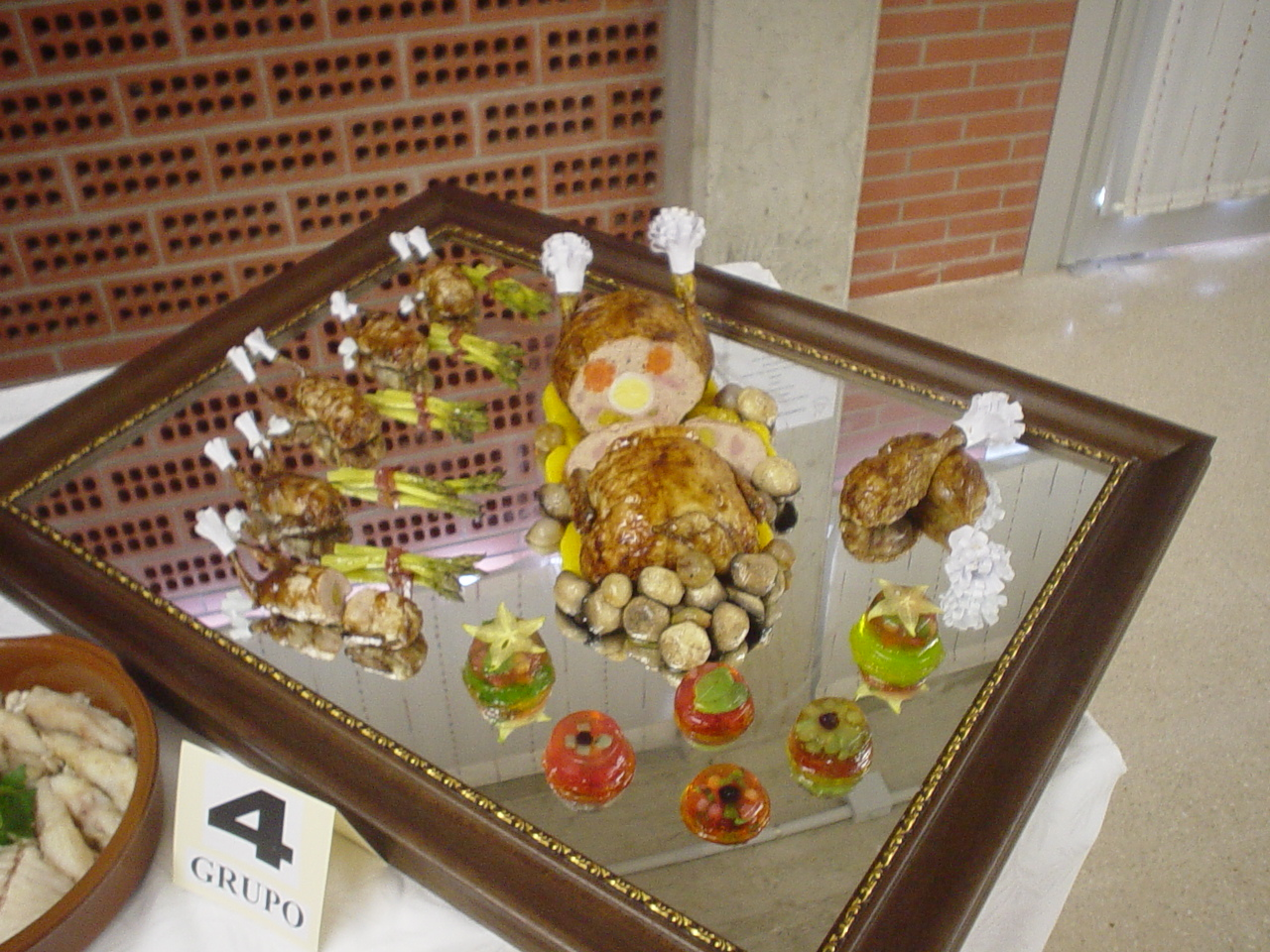
Галантин

Галанти́н (фр. galantine) — заливное блюдо из нежирного мяса птицы, дичи, свинины, телятины и кролика. Мясо в виде фарша смешивают с яйцами и специями. Полученную массу спрессовывают в симметричную форму и отваривают на пару. Галантин в старофранцузском языке означал «желе» и подразумевал студень из фаршированной телячьей головы. Галантин можно готовить, оборачивая чем-нибудь, чтобы придать заливному цилиндрическую форму. Рыбный галантин охлаждали под грузом.
Галантин упоминается в пьесе Леонида Филатова «Про Федота-стрельца, удалого молодца» два раза: в разговоре Федота с голубицей («Чай, заморский господин любит свежий галантин») и практически в самом конце («Устин ел галантин»).